# Vandellòs
Vandellòs is een dorpje in de Spaanse provincie Tarragona, in de regio Catalonië. Het maakt deel uit van de gemeente Vandellòs i l'Hospitalet de l'Infant. Vandellòs ligt in de heuvels, ongeveer tien kilometer van de Middellandse Zeekust en telt een kleine 1000 inwoners.

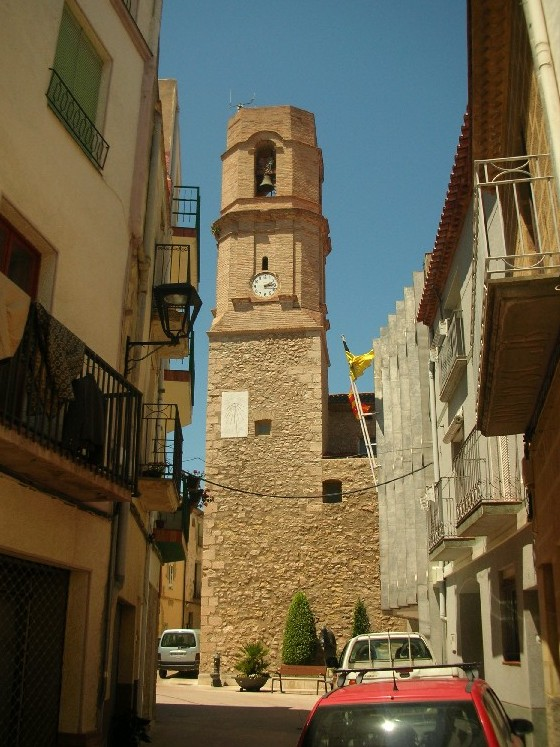
Església de Sant Andreau

## Geschiedenis

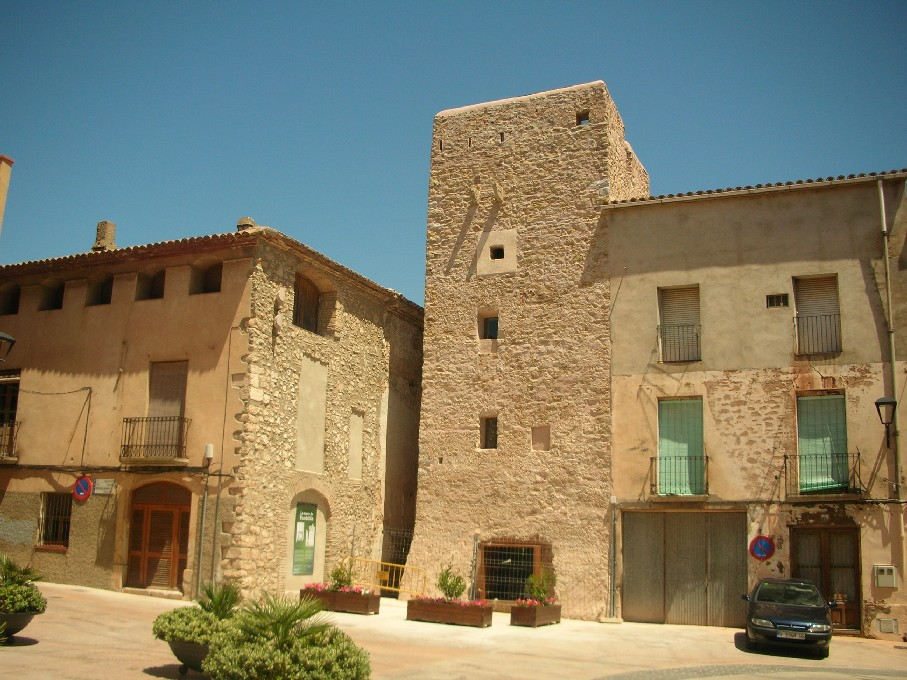
Casa de la Torre

Oude vermeldingen van het dorp dateren uit 1342 als Vallis Laurorumi en 1460 als Vall de Llorer. De plaats maakte deel uit van Tivissa en zo van de baronie van Castellvell. Vanaf 1241 was de baronie bekend als de baronie Entenza na het huwelijk van de kleindochter van de heer van Castellvell met Berenguer van Entenza. In 1324 liet Guillem de Entenza de baronie aan koning Jaime II en het dorp werd opgenomen in het graafschap van Prades.
In 1813 plunderden troepen van Napoleons maarschalk Suchet het stadje. In 1835 liep het dorp zware schade op bij een aardbeving.

## Bezienswaardigheden
- De Església de Sant Andreau
- De Casa de la Torre